# Horus (Roman)
Horus ist ein Roman des deutschen Schriftstellers Wolfgang Hohlbein. Das Werk erschien 2007 im Verlag Lübbe. Indem der Autor Elemente der ägyptischen Mythologie mit dem realen Fall des Serienmörders Jack the Ripper verbindet, erschafft er eine Mischung aus Fantasy und historischem Kriminalroman. Zwei Jahre vor Horus hatte Hohlbein den Roman Anubis veröffentlicht. Darin spielen Figuren aus dem Alten Ägypten ebenfalls eine Rolle; die Handlung ist jedoch unabhängig.

## Handlung
1888 läuft die Lady of the Mist im Hafen von London ein. Kapitän Jacob Maistowe bringt seine Passagierin Bastet in die Pension von Gloria Walsh. Dort beginnt Bastet die Suche nach ihrer Schwester Isis, damit Isis sie wieder zurück nach Ägypten begleitet. Die Suche nach Isis führt Bastet ins Londoner East End, in ein Freudenhaus, wo sie Maude, die Puffmutter, kennenlernt. In der Bar Ten Bells lernt Bastet die Prostituierten Liz, Kate, Marie-Jeanette und Faye kennen, die ihr von den Morden an Polly und Dark Annie erzählen. Im Ten Bells kommt es zu einer Konfrontation zwischen Bastet, die sich offiziell Bast nennt, und Roy, einem aggressiven Mann. Auf dem Heimweg wird Bast von Roy und seinen Kumpanen attackiert. Bast schafft es mithilfe Jacob Maistowes, ihres Kapitäns, die Bande zu besiegen.
Mrs Walsh, die Pensionsbesitzerin, geht mit Bast in das British Museum, um sich dort die ägyptische Ausstellung anzusehen, da Mrs Walsh überzeugt ist, das Bast in Wahrheit die Göttin Bastet ist. Bast ist zwar die Göttin Bastet, jedoch ist diese Identität geheim. Im British Museum kommt es zu einem Gespräch zwischen dem Museumsleiter Renouf, Mrs Walsh und Bast. Renouf ist angetan von Bast und möchte Mrs Walsh und Bast das Museumsarchiv zeigen. Im Museumsarchiv befinden sich dutzende alte Schätze aus altägyptischer Zeit. Diese sind achtlos im Raum verteilt und teilweise zerstört. Renouf provoziert Bast, indem er mit Absicht wertvolle Statuen zerstört. Im Anschluss kommt es zwischen Bast und Renouf zu einem Kampf. Renouf flieht in das Londoner Kanalsystem, wo Bast von einem Nildrachen angegriffen und verletzt wird. Im Kanal wird Bastet dann von den Göttern Horus und Sobek überrascht. Horus offenbart, dass Renouf nur eine Illusion war, um Bastet in die Kanalisation zu locken. Außerdem versuchen Horus und Sobek Bastet auf ihre Seite zu ziehen. Horus und Sobek verachten die Menschen und sehen sie als wertlos an, im Gegensatz zu Bastet, welche die Menschen schätzt. Horus betont, dass er keine Götter tötet und auch nicht der Feind sei, sondern der Gute, der die Zeit der Götter wiederauferstehen lassen möchte. Bastet flieht im Anschluss mit Mrs. Walsh aus dem Museum, da sie vom Museumpersonal verdächtigt werden.
Nach erfolgreicher Flucht erzählt Bastet von ihren besonderen Kräften, nachdem sie von Maistowe und Mrs Walsh verdächtigt wird, tatsächlich Bastet zu sein. Bei einem erneuten Besuch in Whitechapel begegnet sie an einem neuen Tatort Inspektor Abberline. Liz ist das nächste Opfer des Serienmörders Jack the Ripper. Nachdem Bast die junge Prostituierte Cindy aus Maudes Bordell befreit hat, trifft sie am Stammtisch in Ten Bells auf Isis und versucht, sie zu einer Rückkehr in die Heimat zu überreden.
Als Bast Faye nach Hause begleitet und mit ihr über das Schicksal einer Prostituierten und Monros, des Verteidigungsministers, redet, dringt Roy in die kleine Wohnung ein. Sie saugt das Leben aus dem Schläger und Faye erkennt den Todeskuss. Auf dem Rückweg erfährt Bastet von einem zweiten Opfer, nämlich Kate aus dem Ten Bells. Abberline zeigt Bast Kates Leiche und ein rätselhaftes Graffito. Kurz darauf berichtet er in der Pension von den Ripper-Briefen und einer eingeschickten Niere. Weil am Tatort eine dunkelhäutige Frau gesehen wurde, wird Bast zu Scotland Yard nach Whitehall zitiert, wo sie von Monro verdächtigt wird. Als Bastet und ihr Begleiter Jacob Maistowe wieder in die Pension fahren wollen, werden sie von Abberline festgehalten, da Monro sie verdächtigt, für einen weiteren Mord verantwortlich zu sein, nämlich den Mord an Bastets eigenem Kutscher, welcher sich nur wenige Minuten vorher ereignete. Plötzlich jagt eine dunkle Gestalt über den Platz und springt in die Themse. Bastet erklärt Abberline, dass die Gestalt Sobek war und weiht ihn auch ein.
Gemeinsam mit Abberline jagt Bast ihre göttlichen Gegner durch die Kanalisation und den U-Bahn-Schacht. In einer verlassenen Station finden Abberline und Bastet einen Raum voller altägyptischer Kunstschätze. Horus und Sobek greifen Bastet und Abberline an. Abberline schafft es, Sobek mithilfe eines Revolvers zu verletzen und mithilfe einer Petroleumlampe in Brand zu setzen. Die ganze Station fängt Feuer und Sobek und Horus sterben im Feuer. Am nächsten Tag befreit Bastet das Mädchen Cindy aus dem Bordell und findet ein Foto, das Isis am Tatort des Liz-Mordes zeigt. Ihre Schwester entdeckt sie beim Kellner Red. Diese offenbart ihr, dass Horus noch lebt.
Maistowe will mit Mrs Walsh und Bast vorzeitig abreisen. Cindy soll bei Vater McNeill ein gottesfürchtiges Leben lernen, obwohl Bast sie lieber in Fayes Obhut gäbe. Plötzlich überfallen Roy und seine Freunde die Bewohner der Pension. Bastet wird überwältigt und vergewaltigt. Bei der körperlichen Vereinigung nimmt Bastet die Leben und die Energie ihrer Peiniger und tötet Ben, der den Auftrag hatte, Cindy wieder zurückzubringen. Auch Roy stirbt im Kampf.
Am nächsten Tag geschieht ein neuer Mord. Abberline macht sich mit Bastet auf den Weg zum Tatort. Bastet denkt, dass diesmal Faye gestorben sein könnte. Das Opfer war jedoch Marie-Jeanette und die Polizei hat das rätselhafte Foto, das der inzwischen ermordete Saperstein schoss, am Tatort gefunden. Bast entgeht der Festnahme, indem sie Munro mit ihrem göttlichen Zauber und mit ihrem Wissen über Faye erpresst. Bastet zwingt Munro dazu, Faye vor Jack the Ripper zu beschützen. Sie will Horus selbst unschädlich machen. Bei ihrer Rückkehr in der Pension sieht sie Spuren eines erneuten Überfalls. Mrs Walsh hält die tote Cindy im Arm. Mrs Walsh beschreibt Horus als den Mörder. Nun erwacht Sachmet, die dunkle Bestie in Bastets Geist, fest entschlossen, Horus umzubringen. Isis, Horus ehemalige Gemahlin, verrät auf Zwang, Bastet den Aufenthaltsort von Horus, die St Paul’s Cathedral. Abberline spioniert Bastet nach und bekommt Horus Aufenthaltsort und den Satz „Ich bin Sachmet“ mit. Frederick Abberline fährt Bastet zur St Paul’s Cathedral. In der St Paul’s Cathedral kommt es zum Kampf zwischen den beiden Göttern. Während des Kampfes nimmt Horus Abberline gefangen und droht, ihn zu töten. Noch bevor Horus seine Drohung wahr machen kann, schafft Bastet es, ihn zu töten. Abberline übermittelt ihr Horus' letzte Worte: Sie will Faye töten.
Bastet denkt, dass Horus Isis meint. Mit Abberline eilt Bastet zu Schottland Yard, wo Faye untergebracht ist. Auf dem Weg zu Schottland Yard gesteht Frederick Bastet seine Gefühle für sie. Bastet sagt, dass sie Beziehungen zu Menschen schon lange aufgegeben habe, da Menschen eine zu kurze Lebensspanne hätten. Bei Schottland Yard angekommen, werden Faye, Mrs Walsh und Jacob von Sobeks Nildrachen angegriffen. Isis kann den Nildrachen jedoch unschädlich machen. Bastet berichtet Isis vom Tode Horus', und Horus letzten Satz. Isis rät Bastet, mal unter dem Schwanz des Nildrachens nachzusehen, da dieser weiblich ist und mit „sie“ gemeint ist. Mrs Walsh erschießt Isis plötzlich und offenbart sich als „Jack the Ripper“. Mrs Walsh schießt Frederick in die Schulter, dieser überlebt jedoch. Daraufhin droht Mrs Walsh, Faye umzubringen, da diese eine Gotteslästerung sei. Der Nildrachen tötet Mrs Walsh jedoch, als diese gegen ihr Maul stolpert. Mrs Walsh stirbt eines grauenvollen Todes und wird verstümmelt. Am Ende fahren Jacob und Bastet wieder zurück nach Ägypten, jedoch gibt sie Frederick einen Abschiedskuss und sagt ihm, er solle sie einfach nur als Bast in Erinnerung behalten. Das Letzte, was Bast von London sieht, sind die Towerraben, welche den Falken des Horus töten.

## Rezensionen
Carsten Kuhr von phantastik-couch.de meint, dass „die Handlung rasant und voller Action ab[laufe]. Der Autor pflegt eine sehr bildhafte Sprache, so dass man als Leser den Eindruck hat, im Kopf einen Breitbandfilm zu betrachten.“ Allerdings habe Hohlbein „durch seine Konzentration auf die Suche nach dem Ripper viel verschenkt“ und „eine ganz andere, tiefsinnigere Anlage der Buches“ versäumt.
Martin Schneider von buchwurm.info lobt die aufwändige Recherche für den „fiktiven Mix aus Fantasy und Horror“, bei dem es Hohlbein trotz einiger Schwächen in der Handlung gelinge, „eine Stimmung aufzubauen, die dem Gaslaternenzeitalter und dem Ambiente im Londoner East End sehr nahe kommt“.
Markus Zimmerling von leser-welt.de betont die Struktur des Romans: „Hohlbein schafft ein gutes Verhältnis zwischen den Gedanken der Hauptfigur und seinen Gedanken, Situationen zu bewerten. [...] Dadurch fällt es dem Leser leicht, die Zusammenhänge nicht zu verlieren.“ Während er sprachliche Schwächen erkennt, gefallen ihm die Charaktere: „Dreidimensionalere Figuren als die in Wolfgang Hohlbeins Horus habe ich noch nie gelesen.“